# Ollanta Humala

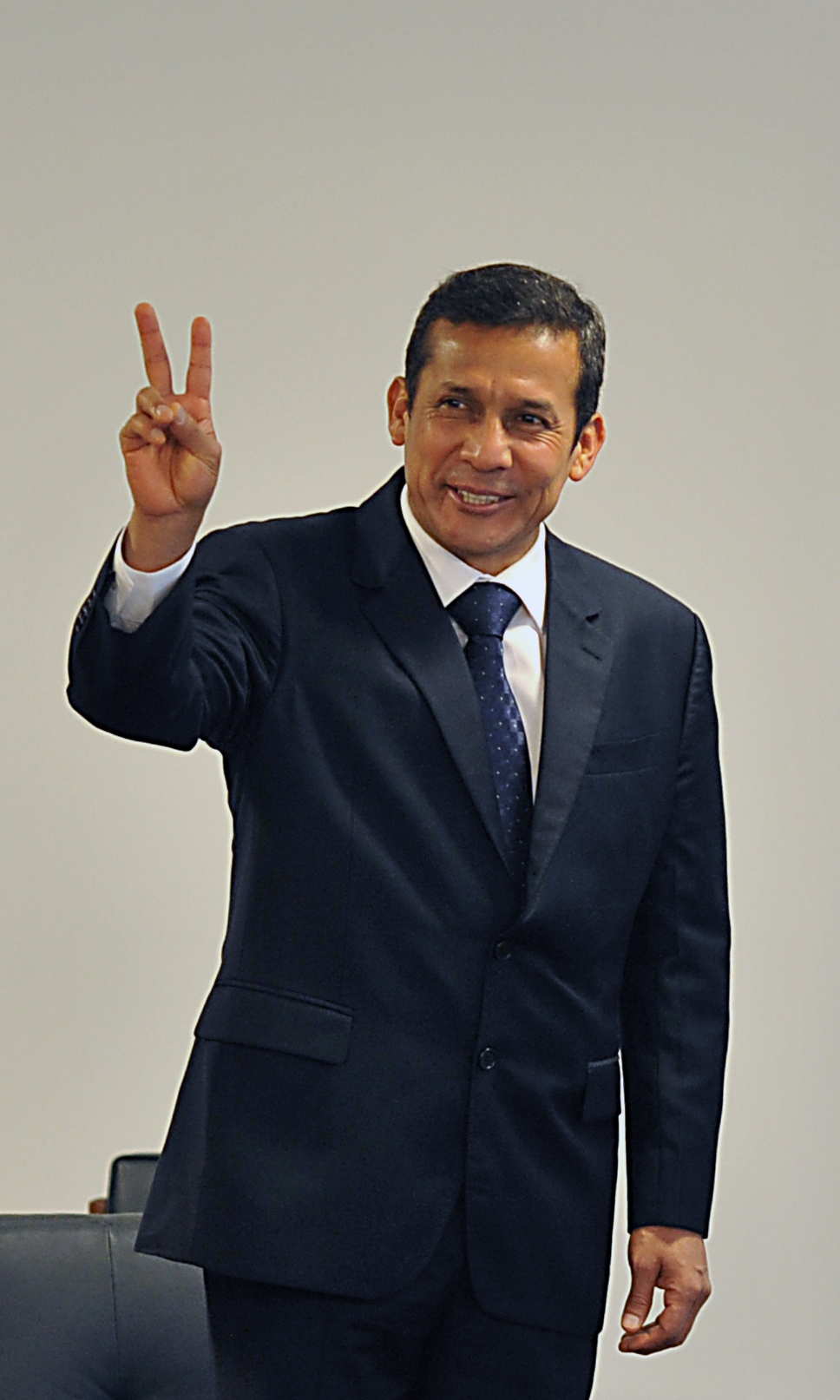
Ollanta Humala, 2011.

Ollanta Moisés Humala Tasso, född 26 juni 1962 i Lima, är en peruansk militär och före detta president i Peru. Han valdes till Perus president den 5 juni 2011 och tillträdde presidentämbetet den 28 juli 2011. Efter fem år som president ställde Humala 2016 inte upp till omval då Perus grundlag inte tillåter det. 
Ollanta Humala är son till Isaac Humala, en advokat inom arbetsrätt. Han gjorde karriär inom den peruanska armén från 1982 och blev överstelöjtnant. År 1992 deltog han i striderna mot vänstergerillan Sendero Luminoso och tre år senare deltog han i Cenepakriget mot Ecuador. I oktober 2000 ledde Ollanta Humala en misslyckad militärrevolt i staden Tacna, tillsammans med 39 andra soldater, mot presidenten Alberto Fujimori. När Alberto Fujimoris regim föll benådades Ollanta Humala av den peruanska kongressen.
År 2005 grundade han Peruanska Nationalistpartiet och var kandidat i presidentvalet 2006. Partiet blev inte registrerat i tid för valet, och han nominerades i stället för Union för Peru. I första valomgången i april 2006 kom han tvåa. I den andra valomgången vann APRA-partiets kandidat Alan García.
Ollanta Humala ställde upp i 2011 års presidentval på en vänsterpopulistisk plattform. I den först presidentvalsomgången i april kom han etta. Eftersom han fick mindre är 50 % av de avgivna rösterna, avgjordes valet i en andra valomgång den 5 juni mellan honom och Keiko Fujimori. Resultatet från andra valomgången meddelades den 6 juni och innebar seger för Humala med 51,45 % av rösterna mot Keiko Fujimori som fick 48,55 %.